# Neochernes
Neochernes är ett släkte av spindeldjur. Neochernes ingår i familjen blindklokrypare.
Kladogram enligt Catalogue of Life:
| Neochernes | \| \| Neochernes melloleitaoi \| \| \| \| \| \| Neochernes peninsularis \| \| \| \| |
|            | \| \| Neochernes melloleitaoi \| \| \| \| \| \| Neochernes peninsularis \| \| \| \| |
|            | Neochernes melloleitaoi                                                             |
|            |                                                                                     |
|            | Neochernes peninsularis                                                             |
|            |                                                                                     |